# Жасмін (співачка)
Сара Львівна Шор (Семендуєва), до шлюбу Манахімова (нар. 12 жовтня 1977, Дербент, Дагестан), відома як Жасмі́н — російська естрадна співачка, акторка, модель, телеведуча. Заслужена артистка Республіки Дагестан. Заслужена артистка Росії (2014). Підтримує путінський режим та війну Росії проти України.

## Дитинство та юність
Народилась 12 жовтня 1977 року в Дербенті у родині горянських євреїв.
Батько — балетмейстер, заслужений діяч Республіки Лев Якович Манахімов (1950). Мати Маргарита Семенівна Манахімова (1956—1996) була диригенткою. У неї також є брат Анатолій Манахімов, який на два роки старший від Жасмін.
Батьки виховували її в строгості, що вона згодом оцінила. Музичної освіти в дитинстві Жасмін не отримала. На її творче виховання значно вплинула бабуся, яка брала внучку на національні свята, де Жасмін виступала. У дитинстві Жасмін не думала бути артисткою. Вона хотіла зайнятися вивченням англійської мови і тому мала намір поступити на філологію. Але в Дербенті не було потрібного училища, а до столиці батьки її не відпустили. Мати Жасмін вмовила її вступити до медичного коледжу, який Жасмін закінчила з червоним дипломом і навіть була старостою. В коледжі Жасмін вперше вийшла на сцену, в складі команди КВК.
В середині 1995 року мати Жасмін захворіла на рак мозку, в результаті чого померла у день свого сорокаліття, у лютому 1996 року.
У той же час Жасмін познайомилася з бізнесменом В'ячеславом Семендуєвим. Через деякий час дала згоду на весілля. Незабаром, 16 серпня 1997 року, народила сина Михайла.

### Родина
- з 28 листопада 1996 року — по жовтень 2006 року перший чоловік володар мережі ресторанів «Ельдорадо» Вячеслав Семендуєв (1960). У 2007 році Жасмін опублікувала роман — автобіографію, у якій вона розповіла про свій шлюб;
- одружилася з молдавським підприємцем Іланом Шором у вересні 2011 року;
- син Михайло Семендуєв (16 серпня 1997 року);
- у Жасмін жива бабуся Сара Натанівна (80 років), яка живе у Дербенті, та прабабуся (96 років), яка живе в Ізраїлі;
- племінники Жасмин — Лев та Сергій;
- дочка Маргарита Шор (7 лютого 2012 року);
- син Мирон Шор (25 квітня 2016 року);

26 жовтня 2022 року, США запровадили санкції щодо Жасмін та її чоловіка Ілана Шора

## Кар'єра
Першою вчителькою вокалу у Жасмін була викладачка Гнесинського училища Наталя Зіновіївна Андріанова. За фінансової підтримки чоловіка Жасмін почала свою кар'єру з композицією «Так бывает» і однойменного кліпу на неї наприкінці 1999 року. Популярність співачка отримала з появою у 2001 році синглу «Перепишу любовь». Жасмін записала 7 сольних альбомів і тричі виступала в ДЦКЗ «Россия» із сольними концертами («Перепишу любовь», березень 2002; «100 % любви», жовтень 2003; «Да!», березень 2005). Сольний концерт «100 % любви» був організований Алою Пугачьовою.
Також відома своїми кліпами та постійними гастролями. Співачка часто їздить з гастролями в США, Израїль, Іспанію, Канаду, Казахстан, Латвію, Білорусь, Азербайджан, Туреччину, Німеччину, Україну та в інші країни. У січні — лютому 2005 року Жасмін дала серію концертів по містах Росії з програмою «Да!».
Сьогодні співачка працює над випуском восьмого сольного альбому.
Жасмін має немаленький досвід у модельному бізнесі. Вона була обличчям Будинку Моди Жана-Клода Житруа (Jean-Claude Jitrois) в Росії.
Була ведучою програми «Шире круг» на каналі ТВЦ.
Знялася у мюзиклі «Али Баба и 40 разбойников», де виконала одну з головних ролей (дружину Алі-Баби — Зейнаб).
Із кінця 2007 року брала участь у проекті «Две звезды» на Первом канале. Пара Юрій Гальцев — Жасмін посіла третє місце.
У 2008 році знялася у мюзиклі «Красота требует…»
25 вересня 2009року Жасмін було присвоєно звання Заслуженої Артистки республіки Дагестан.
8 грудня 2009 р. Відбулася презентація сьомого альбому Жасмін «Мечта» на 21 поверсі центру «Lotte Plaza», в «KalinaBar». В альбом увійшло 12 композицій, всі вони —вже відомі хіти + 3 відеокліпи на пісні «Ночь», «Виновата» і «Пей любовь».
У 2010 році Жасмін, Ірина Дубцова, Алсу, Татяна Буланова і Лєра Кудрявцева об` єднались щоб записати дитячу колискову «Спи, моё солнышко» у підтримку благодійного проекту Pampers і UNICEF «1 упаковка = 1 вакцина» по запобіганню столбняку у новонароджених дітей і їх матерів. Музику і слова до пісні написала Ірина Дубцова.
2 квітня 2011року Жасмін знову вийшла на подіум на «Mercedes-Benz Russian Fashion Week», де представляла нову колекцію «Для неё» весільних та вечірніх суконь Дома Моды Элеонор. Саме Жасмін була музою цієї колекції.
У кінці травня 2011 року виходить нова пісня «Лабу-Дабу», яка в теперішній час «штурмує» хіт-паради країни. Композиція стала третім синглом для майбутнього альбому, котрий співачка планує випустити до конця цього року.
З 1 червня 2011 року Жасмін є ведучою програми «Junior Box» на каналі Music Box.
28 червня 2011 року Жасмін отримала премію «Мама года — 2011», де була визнана «Самая утонченная мама».
10 вересня 2011 року на Crimea Music Fest 2011, який пройшов у Криму, Жасмін представила ремікс на композицію «Пей любовь», оригінал якої увійшов у сьомий альбом співачки «Мечта».

## Нагороди та звання
Жасмін — багаторазова лауреатка премії «Золотой граммофон» (2000—2001, 2003—2005, 2015 роки), а також «Песня года» (2000—2005, 2007—2011 роки,). За всю свою творчу діяльність співачка удостоїлася наступних нагород та звань:
- 2000 — Премія «Овация» (победы в номинациях: «Лучший видеоклип года», «Открытие года»)
- 2001 — Премія «Стопудовый хит»
- 2003 — Премія «Стопудовый хит»
- 2004 — Премія «Стопудовый хит»
- 2005 — Премія «MTV Russia Music Awards» (победа в номинации: «Лучшая исполнительница»)
- 2009 — Заслуженная артистка республики Дагестан
- 2011 — Премія «Мама года» (в номінації: «Самая утонченная мама»)